# سومان رانگاناتان
سومان رانگاناتان (به انگلیسی: Suman Ranganathan) (زاده ۲۶ ژوئیهٔ ۱۹۷۴) بازیگر، مدل هندی است.
از فیلم‌هایی که وی در آن نقش داشته‌است می‌توان به من مال تو هستم، عزیزم، آغاز، بیا برگردیم، جنگ افسانه‌ها، گمشده، در چشم شما، آغاز، برادرشوهرش خوشش آمد، شانکار سی.بی.آی و مارکت اشاره کرد.